# Política cambiaria
La política cambiaria atiende el comportamiento de la tasa de cambio de divisas. Es un tipo de cambio que equilibra el tipo de cambio nominal con el tipo de cambio real. Tomando un caso particular, la escasez de dólares eleva su precio, beneficiando la exportación y por lo tanto el Banco Central debería sacar dólares a circulación. Cuando hay muchos dólares en circulación, por el contrario, se cotizan a menor precio beneficiando a los importadores que compran dólares para comprar productos del extranjero. En este caso, el gobierno debería retirar dólares de circulación para equilibrar el tipo de cambio.
El tipo de cambio real es lo que se compra y con qué cantidad de dinero. Si algo cuesta 100 dólares en Estados Unidos, y eso mismo cuesta 3000 córdobas en Nicaragua (o moneda nacional), el tipo de cambio real es 30 x 1. La diferencia entre el tipo de cambio real y el tipo de cambio nominal depende de las acciones del Estado (que compre o venda dólares).
Existen básicamente tres tipos de políticas cambiarias: la libre, la fija, y la reptante o de "flotación sucia" (con bandas de suelo y techo).